# Плетений Ташлик (заказник)
Плетений Ташлик — ботанічний заказник місцевого значення. Об'єкт розташований на території Маловисківського району Кіровоградської області, поблизу с. Плетений Ташлик.
Площа — 5 га, статус отриманий у 1996 році.